# Gary Armstrong (cầu thủ bóng đá)
Gary Stephen Armstrong (sinh ngày 2 tháng 1 năm 1958)  là một cựu cầu thủ bóng đá người Anh.  Các câu lạc bộ đã thi đấu bao gồm Wimbledon, Crewe Alexandra và Gillingham.